# Сюльтіно
Сю́льтіно (рос. Сюльтино, башк. Сүлте) — село у складі Ілішевського району Башкортостану, Росія. Адміністративний центр Сюльтінської сільської ради.
Населення — 339 осіб (2010; 367 у 2002).
Національний склад:
- башкири — 97 %